# Малгожата Гутовська-Адамчик
Малгожата Гутовська-Адамчик (пол. Małgorzata Gutowska-Adamczyk) — письменниця, журналістка, театрознавець, сценарист. Авторка численних романів для дорослих й молоді.

## Біографія
Випускниця факультету театрознавства Театральної академії імені Олександра Зельверовича. Певний час працювала вчителем польської мови і латини у Мінську-Мазовецькому. 
Дружина режисера кіно Войцеха Адамчика. Подружжя має двох синів: Мацея і Петра.

## Творчість

### Книжки
- 2002 — «110 вулиць» 110 ulic (2007, 2-ге видання)
- 2005 — Niebieskie nitki («Книжка тижня» 12-18 вересня 2005 року за версією Portal Rynku Wydawniczego)
- 2006 — «220 ліній» 220 linii
- 2007 — Serenada, czyli moje życie niecodzienne (2012, 2-ге видання)
- 2008 — «Дівчата з 13-ї вулиці» 13. Poprzeczna («Книжка року» 2008 польської секції IBBY)
- 2009 — Wystarczy, że jesteś
- 2010 — Cukiernia Pod Amorem cz.1 Zajezierscy
- 2010 — Jak zabić nastolatkę (w sobie)?
- 2010 — «Цукерня під Амуром. Частина 2. Цєсляки» Cukiernia Pod Amorem cz.2 Cieślakowie
- 2011 — Mariola, moje krople
- 2011 —  Cukiernia Pod Amorem cz.3 Hryciowie
- 2012 — Małgorzata Gutowska-Adamczyk rozmawia z czytelniczkami Cukierni Pod Amorem
- 2012 — Opowieści Pana Rożka
- 2012 — Paryż, miasto sztuki i miłości w czasach belle epoque
- 2012 — Podróż do miasta świateł. Róża z Wolskich
- 2013 — Podróż do miasta świateł. Rose de Vallenord

#### Переклади українською
- Дівчата з 13-ї вулиці / Переклад з польської Божени Антоняк. — Львів: Урбіно, 2014[1][2]
- 110 вулиць — Львів: Урбіно, 2015 (заплановано на липень)

### Кіносценарії
- 1994 — Tata, a Marcin powiedział
- 1997-1998 — Rodziców nie ma w domu
- 2001 — Pokój na czarno
- 2003-2008 — Na Wspólnej (діалоги)

### Театр
- 2010 — Czterdziestka w opałach

### Журналістика
- Nowaja Polsza

## Нагороди і відзнаки
- 2005 — Niebieskie Nitki — «Книжка тижня» 12-18 вересня 2005 року за версією Portal Rynku Wydawniczego
- 2008 — 13. Poprzeczna — «Книжка року» 2008 польської секції IBBY
- 2011 — Zajezierscy — «Золота закладка» у категоріях «найкраще чтиво», «найцікавіший світ книжки», «найбільш захоплююча книжка»
- 2012 — Cukiernia Pod Amorem — «Книжка року» 2011 порталу Granice.pl